# Apodrassodes mercedes
Espèce
Apodrassodes mercedes est une espèce d'araignées aranéomorphes de la famille des Gnaphosidae.

## Distribution
Cette espèce est endémique de la région du Biobío au Chili,.

## Description
La femelle holotype mesure 9,72 mm et le mâle paratype 10,21 mm.

## Étymologie
Son nom d'espèce lui a été donné en référence au lieu de sa découverte, la Villa Mercedes.

## Publication originale
- Platnick & Shadab, 1983 : A revision of the Neotropical spider genus Apodrassodes (Araneae, Gnaphosidae). American Museum Novitates, no 2763, p. 1-14 (texte intégral).